# 拝啓私の素敵さん
『拝啓私の素敵さん』（はいけいわたしのすてきさん）は、1977年4月9日から同年9月24日までフジテレビで放送されていたトーク番組・音楽番組である。放送時間は毎週土曜 12:00 - 12:30 （日本標準時）。

## 概要
ゲスト出演者の思い出に残る人物をスタジオに迎えて再会させていた番組。彼らが出会ったときの話や思い出話を交えながら、当時の懐かしい歌や印象に残った歌を聴くというスタイルで進行。初回のゲストは藤間紫と金子信雄。司会は佐良直美と岡田眞澄が務めていた。